# Casa da Naia
A Casa da Naia localiza-se na freguesia de Braga (Maximinos, Sé e Cividade), município de Braga, distrito do mesmo nome, em Portugal.
Encontra-se classificada como Imóvel de Interesse Público desde 29 de novembro de 1977.

## História
Foi construída entre o final do século XVII ou início do século XVIII.
É propriedade da empresa Britalar, está penhorada ao Novo Banco. 
Em 2019 apresentava-se num avançado estado de ruína e degradação.